# White Riot
 White Riot – pierwszy singel zespołu The Clash wydany 18 marca 1977 przez firmę CBS.
Piosenka „White Riot” istnieje w dwóch wersjach: pierwsza – zarejestrowana na debiutancki album The Clash (UK Version), druga – wydana na ww. singlu, a później na amerykańskim debiucie The Clash (US Version). Obie wersje różnią się intrem: w pierwszej Mick Jones odlicza 1–2–3–4, natomiast druga rozpoczyna się od dźwięku syreny policyjnej.

## Lista utworów
1. White Riot – 1:58
2. 1977 – 1:39

## Muzycy
- Joe Strummer – wokal, gitara
- Mick Jones – gitara, wokal
- Paul Simonon – gitara basowa
- Terry Chimes – perkusja